# SM Tb 67F
SM Tb 67F – austro-węgierski torpedowiec z początku XX wieku i okresu I wojny światowej, osiemnasta jednostka typu Kaiman. Do 1913 roku nosił nazwę Phönix, od roku 1917 sam numer 67 – skrót przed numerem SM Tb oznaczał Seiner Majestät Torpedoboot (torpedowiec Jego Cesarskiej Mości).

## Historia
Stępkę pod budowę okrętu położono w stoczni Danubius-Werft w Fiume (ob. Rijeka) 7 stycznia 1908 roku, kadłub wodowano 10 stycznia 1909 roku, a okręt oddano do służby 3 sierpnia 1909 roku. Początkowo nosił nazwę „Phönix” (feniks), lecz od 1 stycznia 1914 roku zastąpiono ją przez alfanumeryczne oznaczenie 67 F („F” oznaczało, że okręt zbudowano w Fiume). Rozkazem z 21 maja 1917 roku z oznaczenia torpedowca usunięto ostatnią literę i do końca wojny nosił on tylko numer 67.
Okręt brał udział w I wojnie światowej. 
Po wojnie okręt w ramach podziału floty Austro-Węgier przekazano Wielkiej Brytanii, która sprzedała go w 1920 roku włoskiej stoczni złomowej.

## Opis
Okręt posiadał dwa kotły parowe typu Yarrow i jedną pionową czterocylindrową maszynę parową potrójnego rozprężania. Okręt uzbrojony był w cztery armaty kalibru 47 mm L/33 (po dwie na każdej z burt) oraz trzy wyrzutnie torped kalibru 450 mm. W 1915 roku uzbrojenie wzmocniono pojedynczym karabinem maszynowym Schwarzlose 8 mm.